# Salome (dcera Herodiadina)
Salome (Salōmē, asi 14 n. l. – mezi 62–71 n. l.) byla židovská hasmoneovská princezna, dcera Herodiady a Héróda Boetha. Podle staré křesťanské tradice je takto označována bezejmenná dcera Herodiadina, která si podle Nového zákona vyžádala hlavu Jana Křtitele.
Salome zmiňuje židovsko-římský historik Flavius Iosephus ve svých Židovských starožitnostech, který udává její jméno a některé detaily o jejích rodinných vztazích. V novozákonním Markově a Matoušově evangeliu se píše o dceři Herodiady, která si od Héróda (Antipy) vyžádala smrt Jana Křtitele odměnou za tanec z návodu své matky, protože Jan kritizoval Herodiadin poměr s Héródem, bratrem jejího manžela.
Křesťanské tradice ji líčí jako ikonu nebezpečné ženské svůdnosti, zejména kvůli jejímu erotickému tanci zmíněnému v Novém zákoně (po dalších přeměnách později „Tanec sedmi závojů“), nebo kvůli její bezmyšlenkovité chladné pošetilosti, která podle evangelií vedla ke smrti Jana Křtitele.
Nové pojetí jejího příběhu bylo dáno Oscarem Wildem, který ji ve své hře Salome popisuje jako femme fatale. Jeho interpretace, kterou dále rozvedl Richard Strauss ve své opeře na námět Oscara Wilda, není shodná s Iosephovým popisem v pořímštěné Židovské historii, Salome žila dost dlouho na to, aby se dvakrát vdala a vychovala několik dětí. Některé literární zdroje zpracovávají Iosephova biografická data.
Asteroid 562 Salome je pojmenován po ní.

## Biblická postava
V Novém zákoně se píše o králi (či tetrarchovi) Herodovi, který žil s manželkou svého bratra Filipa Herodiadou a dal uvěznit Jana Křtitele, který jej za to kritizoval. Na hostině při oslavě svých narozenin se mu zalíbila tančící dívka, dcera Herodiady, a nabídl jí odměnu, jakou si vybere. Na radu své matky si vyžádala mísu s hlavou Jana Křtitele.
Tento Herodes a Herodiada jsou ztotožněny s historickými postavami Herodem Antipou, synem Heroda Velikého, a jeho nevlastní neteří Herodiadou, dcerou Aristubula IV. a vnučkou Heroda Velikého. Herodiada měla skandální poměr s Herodem Antipou, přestože byla manželkou Heroda Boetha, který je v evangeliích z nejasných důvodů nazýván Filip. Předpokládá se, že „dcera Herodiady“ je dcerou tohoto Heroda-Filipa a byla v dávné tradici ztotožněna s Herodiadinou dcerou Salome, o které se zmiňuje židovský historik Flavius Iosephus v díle Židovské starožitnosti, napsaném někdy v rozmezí let 93–94. Jméno Salome je tedy pozdější tradicí a není součástí biblického kánonu. 
O dceři Herodiady se píše v 6. kapitole Markova evangelia:
| „                         | Nadešel však příhodný den. Herodes vystrojil o svých narozeninách hostinu svým velmožům, velitelům vojska a předním mužům galilejským; Když pak vešla dcera Herodiady a tančila, zalíbila se Herodovi i jeho spolustolujícím, řekl král dívce: "Požádej mě, oč chceš, a dám ti to!" A přísahal jí: "O cokoliv mě požádáš, dám ti, třebas by to byla i polovice mého království." Ona odešla a řekla své matce: "Oč mám žádati?" Ta odpověděla: "O hlavu Jana Křtitele." I vešla chvatně ke králi a prosila ho: "Chci. abys mi dal ihned na míse hlavu Jana Křtitele." I zarmoutil se král. Pro svou přísahu však a kvůli spoluhodovníkům nechtěl ji zarmoutit. I poslal hned kata s rozkazem, aby přinesl jeho hlavu na míse a dal ji dívce, a dívka ji dala své matce. Když to uslyšeli jeho učedníci, přišli, vzali jeho tělo a pochovali je do hrobu. | “ |
| — Mk 6, 17–29 (Kral, ČEP) | |   |

Stejnou událost popisuje i Evangelium podle Matouše:
| „                         | Ale na Herodovy narozeniny tančila dcera Herodiadina uprostřed hostí a zalíbila se Herodovi tak, že jí pod přísahou slíbil dáti, o cokoliv ho požádá. Ona pak z návodu své matky pravila: "Dej mi zde na míse hlavu Jana Křtitele!" I zarmoutil se král. Pro přísahu však a kvůli spoluhodovníkům rozkázal ji dáti. I poslal stíti Jana v žaláři. A jeho hlava byla přinesena na míse a odevzdána dívce; ta ji odnesla matce. Potom přišli jeho učedníci, vzali jeho tělo a pochovali je. Odešli a pověděli to Ježíšovi. | “ |
| — Mt 14, 3–11 (Kral, ČEP) | |   |

## Výklad jména
Jméno Salome se překládá jako „pokojná“, v hebrejštině je שלומית (Šlomit), a je odvozeno od kořene slova ŠLM (שלם), které znamená „mír“.

## Salome v umění
Salome se stala symbolem nebezpečné ženské svůdnosti. Její tanec před Herodem, nebo s hlavou Jana Křtitele na míse sloužil jako inspirace pro křesťanské umělce.
Navzdory Iosephově zprávě nebyla nazývána Salome až do devatenáctého století, kdy na ni Gustave Flaubert (následovník Iosepha) poukázal jako na Salome ve svém krátkém příběhu "Herodias".

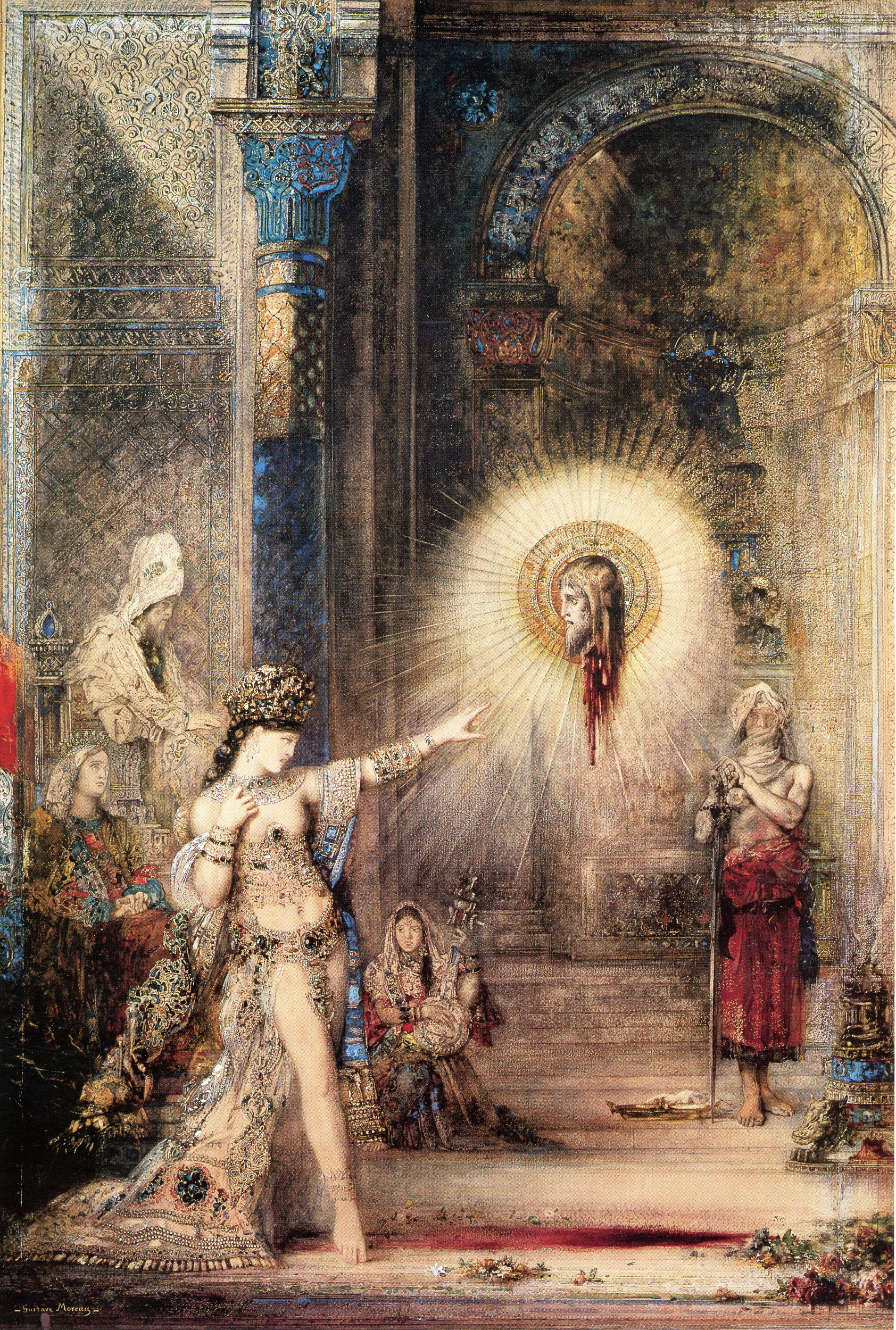
Salomé, akvarel od Gustava Moreau

### Malby a sochy
Tento biblický příběh byl dlouho oblíbený mezi malíři. Těmi, kdo vynikajícím způsobem zpodobnili Salome jsou Tizian, Henri Regnault, Georges Rochegrosse, Gustave Moreau, Federico Beltran-Masses. Tizianova verze klade důraz na kontrast mezi nevinnou dívčí tváří a brutálně uťatou hlavou. Kvůli dívce po jejím boku je tato Tizianova malba také považována za malbu Judit s hlavou Holoferna. Na rozdíl od Salome, která v křesťanské bibli není pojmenována, Judita je křesťansko - židovská smyšlená patriotka, jejíž příběh je snad méně psychologický, a to, že byla vdova, není obzvlášť dívčí či nevinné zpodobnění.
V Moreauově verzi je postava Salome vyobrazením femme fatale, módní metaforou konce období dekadence. Ve své novele Naruby Francouz Joris-Karl Huysmans popisuje, jakoby v horečce, zobrazení Salome na Moreauově malbě:
Už déle nebude pouze tančící dívka, která si vynucuje chtíč a žádostivost od starého muže smyslnými křivkami svého těla; která láme vůli a ovládá mysl krále podívanou na její chvějící se ňadra, vzdouvající se břicho a zmítající se stehna; nyní byla odhalena ve smyslu symbolického vtělení starosvětské neřesti, bohyně nesmrtelné Hysterie.

### Divadlo a literatura
V roce 1877 byly publikovány tři Gustave Flaubertovy příběhy zahrnující "Herodias". V tomto příběhu je dána plná odpovědnost za Janovu smrt matce Salome, Herodias a knězi, který se bojí Janova náboženského vlivu. Salome je zde ukázána jako mladá dívka, která zapomíná jméno muže jehož hlavu požaduje. Opera Julese Masseneta z roku 1881, „Hérodiade“ byla založena na Flaubertově příběhu.

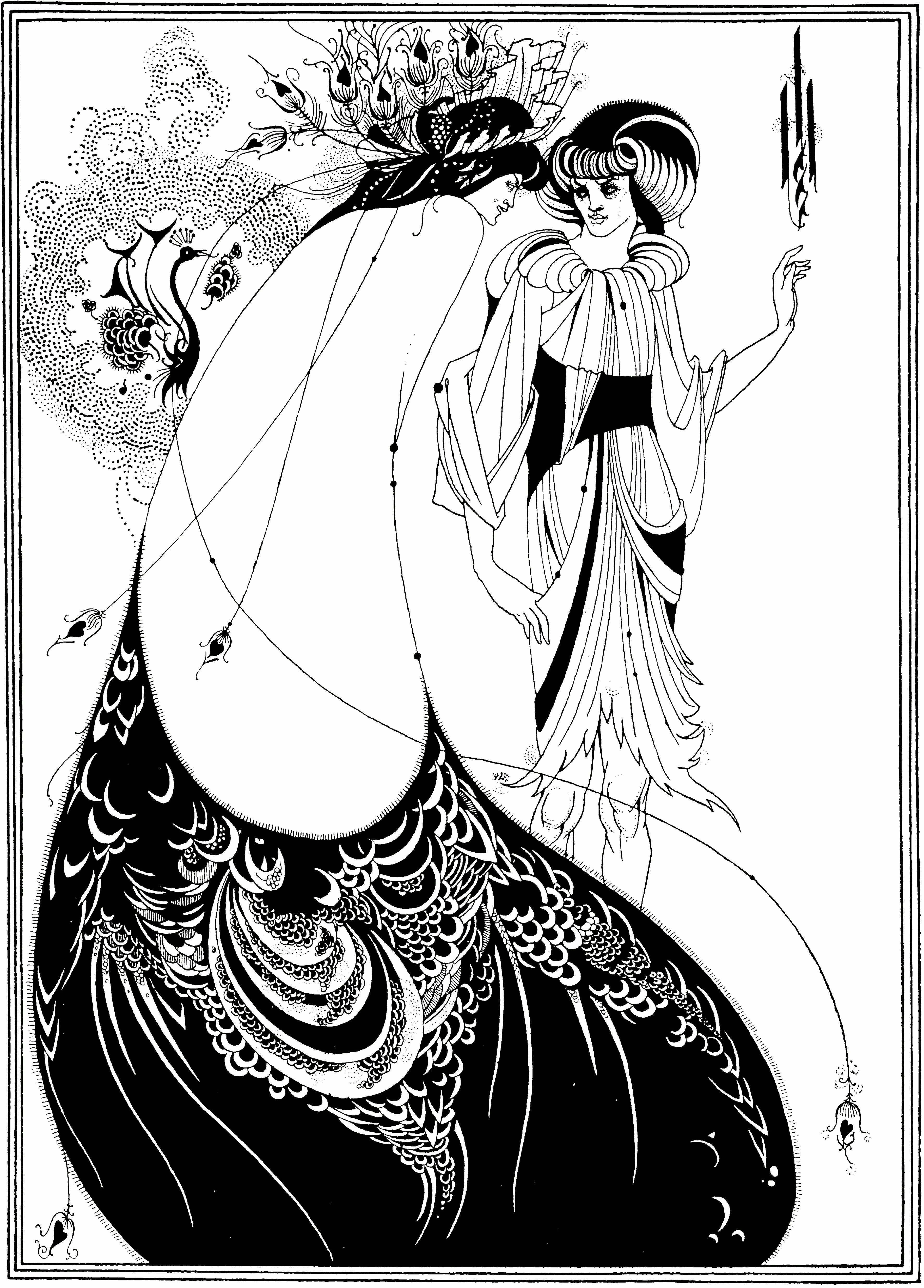
"Paví šat", ilustrace Aubrey Beardsley pro hru Oscara Wildea Salome, 1896

#### Hra Oscara Wildea
Příběh Salome se stal námětem hry Oscara Wildea, která měla premiéru v Paříži v roce 1896 pod francouzským jménem "Salomé". Ve Wildeově hře najde Salome perverzní zalíbení v Janu Křtiteli a odsoudí ho k tomu, aby byl popraven, když pohrdne jejími city. Na konci Salome zvedne Janovu uťatou hlavu a políbí ji.
Protože v té době britský zákon zakazoval vyobrazování biblických postav na jevišti, Wilde napsal hru původně ve francouzštině a poté napsal anglický překlad (nazvaný "Salome"). Hudbu ke hře složil Granville Bantock, premiéru měla v Court Theatre v Londýně 19. dubna 1918.
V Praze uvedlo hru Národní divadlo o 13 let dříve než v Londýně, 15. dubna 1905.

#### Opera Richarda Strausse
Wildeova hra (v německém překladu Hedwig Lachmannové) byla upravena pro jedno jednání opery Richarda Strausse. Opera Salome, která měla premiéru v Drážďanech v roce 1905. Jednou ze známých scén této opery je Tanec sedmi závojů, který tančí Salome před králem Herodem. Tak jako ve Wildeově hře, pozornost je věnována přímo Salome, snižuje její matku do postavení vedlejší role, opera je méně soustředěna na Herodovu motivaci, než hra.

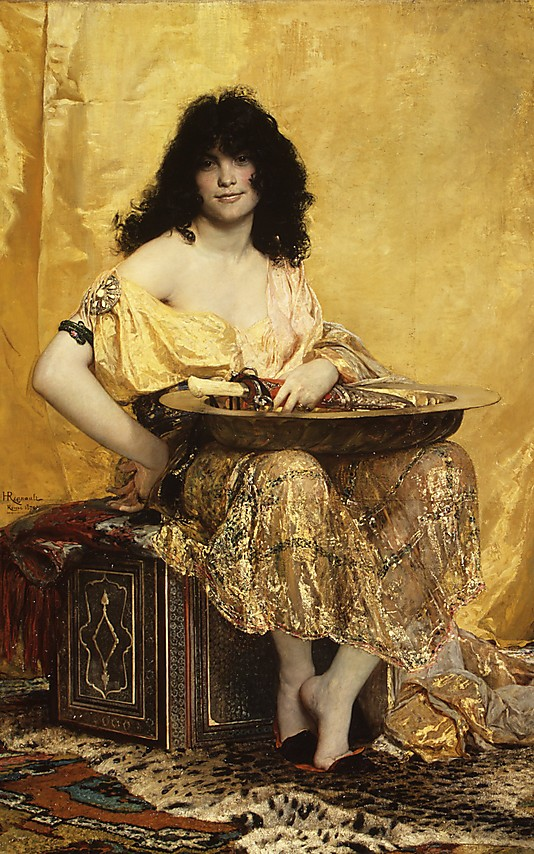
Salomé, od Henriho Regnaulta (1870).

#### Opera Antoine Mariotteho
Krátce po úspěchu Straussovy opery, Antoine Mariotte vytvořil jinou operu, založenou na Wildeově francouzském rukopisu. Měla premiéru 30. října 1908 v Grand Théatre v Lyonu. Tato opera byla oživena v roce 2005 na Montpellierském festivalu, jinak upadla v zapomnění.
V Praze ji uvedlo Vinohradské divadlo v roce 1911.

#### Balet
V roce 1907 Florent Schmitt přijal návrh Jacquese Rouché, aby složil balet "La Tragédie de Salomé", pro Loie Fullera, který měl být předveden v Theátre des Arts. Další balet o Salome byl složen japonským skladatelem, Akirou Ifukubem, v roce 1948. Balet dánského choreografa, Flemminga Flindta, "Salome" s hudbou Petera Maxwella Daviese měl premiéru v roce 1978.

#### Poezie
V "Salome" z roku 1896 od řeckého básníka Constantina Cavafy, která byla některými kritiky charakterizována jako "neo - pohanská", Salome vyprovokuje smrt Jana Křtitele jako součást marné snahy vzbudit zájem "mladého sofisty, který byl lhostejný ke kouzlu lásky". Když mu Salome daruje hlavu Jana Křtitele, sofista ji odmítne a v žertu podotkne: "Drahá Salome, mnohem raději bych dostal tvoji hlavu.". Beznadějně poblázněná Salome vezme žert vážně, nechá se stít a hlavu doručit sofistovi, který ji ale znechuceně odmítá a obrací se zpět, aby mohl studovat Platónovy dialogy.
Další poezii o Salome napsali například: Ai (1986), Nick Cave (1988), a Carol Ann Duffy (1999).

### Písně
Písně o Salome složili například: Tommy Duncan (1952), Karel Kryl (1965), Drs. P (1974), John Cale (1978), Kim Wilde (1984), U2 (1990), Andrew Lloyd Webber (1993), Liz Phair (1993), Kurt Elling (1995), Susan McKeown (1995), Elijah's Mantle (1995), Old 97's (1997), The Changelings (1997), The Residents (1998), Enrique Bunbury (1998), Chayanne (1999), Roman Rain - Саломея (2010) a další.

### Filmy
Wildeova hra „Salome“ byla často používána jako námět pro filmy, zejména film „Salomé“ z roku 1923, s Allou Nazimovou v hlavní roli a film z roku 1988 od Kena Russella  Poslední tanec Salome, ve kterém je jako postava filmu zahrnut i Wilde a Lord Alfred Douglas. Steven Berkoff natočil svou pódiovou verzi v roce 1988.
IMDB seznamy uvádějí nejméně 25 filmů o Salome/Salomé.